# George Henry Camsell
George Henry Camsell (Durham, 27 de novembre de 1902 - 7 de març de 1966) fou un futbolista anglès dels anys 1920 i 1930. Després de jugar al Durham City de la seva ciutat natal, el 6 d'octubre de 1925 fitxà pel Middlesbrough per £500 lliures. En aquest club passà tota la seva vida professional fins al 1939, any en què es retirà. En total marcà 345 gols en 453 partits, entre ells 325 gols a la lliga.
Amb la selecció d'Anglaterra marcà 18 gols en 9 partits. És la ràtio de gols per partit més gran assolida per un futbolista a la selecció.
El 1998 fou escollit per la Football League a la llista de les 100 llegendes del futbol anglès.